# 紅十字樂團
紅十字樂團亦稱紅十字合唱團（Red Cross），是台灣的一個音樂團體，最早由主唱趙傳和其弟趙傑於1984年成立，1985年開始活耀於校園演唱會中，當時團員有還是上班族的趙傳，吉他手劉哲維（已逝世）、貝斯手牟恩元 （現旅居美國）、鼓手羅明立（已逝世）、鍵盤手林志杰（前金屬小子樂團、亞斯頓樂器負責人）。
紅十字樂團曾奪YAMAHA熱門音樂大賽首屆冠軍，第一張唱片是參與滾石唱片電影原聲帶《我有話要說》的創作發行，也是團員第一次到錄音室進行正式錄音。1986年林志杰離團加入張雨生為主唱的金屬小子，1987年劉哲維、牟恩元則與台灣錄音界專家王家棟簽約合作離團。小插曲，還是大學生的林志杰和已出社會需要更多收入的劉哲維，曾一同在敦北民生麥當勞後面的超感性MTV打工。
1988年後隨著趙傳發表了更多唱片專輯。夏黎寶、崔元姝等人也都是在此時陸續加入紅十字樂團。